# Humleæder
Humleæderen (Hepialus humuli) er en natsommerfugl i familien Rodædere (Hepialidae). 
Den er almindelig i Danmark og det meste af Europa.
Hannen har et vingefang på omkring 44 mm, og både for- og bagvinger er hvide.
Hunnen er lidt større, med et vingefang på 48 mm, og har gulbrune forvinger med mørkere markeringer og brune bagvinger.
De voksne individer flyver i juni-juli og bliver tiltrukket af lys.
Arten overvintrer som larve. Larverne er hvide og ligner mider.
De lever af forskellige planterødder, og kan derfor være noget af en belastning i planteskoler o.lign.

## Liste over fødeemner
- Bede (Beta vulgaris)
- Hamp (Cannabis sativa)
- Humle (Humulus lupulus)
- Alm. pastinak (Pastinaca sativa)
- Asparges (Asparagus) – Asparges-familien
- Burre (Arctium)
- Bøg (Fagus)
- Bønne (Phaseolus)
- Dahlia
- Eg (Quercus)
- Græs-familien (Poaceae)
- Gulerod (Daucus carota)
- Jordbær (Fragaria)
- Jordskok (Helianthus tuberosus)
- Kartoffel (Solanum tuberosum)
- Kål (Brassica)
- Nælde (Urtica)
- Okseøje (Chrysanthemum)
- Salat (Lactuca)
- Skræppe (Rumex)
- Svampe (Fungi)
- Ært (Pisum)